# Docalidia taylori
Docalidia taylori är en insektsart som beskrevs av Nielson 1982. Docalidia taylori ingår i släktet Docalidia och familjen dvärgstritar. Inga underarter finns listade i Catalogue of Life.